# Neutronengenerator

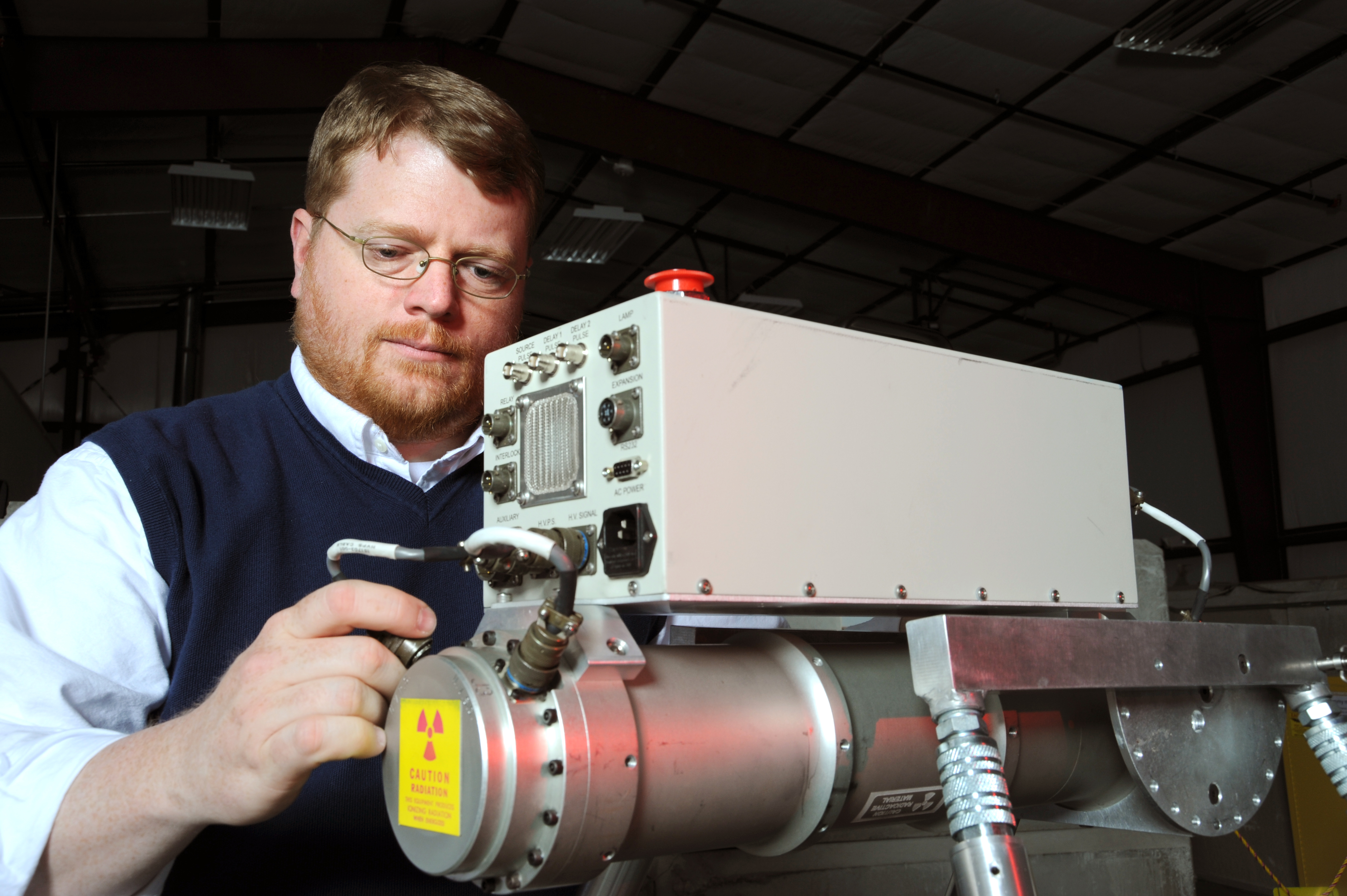
Ein Kernphysiker am Idaho National Laboratory richtet ein Experiment mit einem elektronischen Neutronengenerator ein.

Ein Neutronengenerator ist eine technische Einrichtung zur kontrollierten Erzeugung freier Neutronen, also eine Neutronenquelle. Neutronengeneratoren haben sich von ihren historischen Ursprüngen als einfache Neutronenquellen zu hochmodernen Systemen entwickelt. Ihre Fähigkeit, Neutronenfluss und -energie präzise zu steuern und bei Bedarf abzuschalten, unterscheidet sie grundlegend von radioaktiven Quellen und Kernreaktoren, die kontinuierlich Neutronen emittieren. Diese inhärente Kontrollierbarkeit und die fortschreitende Miniaturisierung haben eine signifikante Erweiterung ihrer Anwendungsgebiete ermöglicht. Neutronengeneratoren enthalten kompakte lineare Teilchenbeschleuniger und erzeugen Neutronen etwa durch Fusion von Wasserstoffisotopen beispielsweise indem Deuterium, Tritium oder eine Mischung dieser beiden Isotope in eine MetallHydrid-Zielscheibe beschleunigt wird, die ebenfalls Deuterium, Tritium oder eine Mischung dieser Isotope enthält.
Neutronengeneratoren finden Anwendungen in Medizin, Materialanalyse, sowie auch in den Bereichen Sicherheit und radioaktiver Abfallwirtschaft.

## Fusionsreaktionen
Die zwei gebräuchlichsten Fusionsreaktionen sind:
Die Fusion von Deuteriumatomen (D + D) führt zur Bildung eines Helium-3-Ions und eines Neutrons mit einer kinetischen Energie von etwa 2,5 MeV. Die Fusion eines Deuterium- mit einem Tritiumatom (D + T) führt zur Bildung eines Helium-4-Ions und eines Neutrons mit einer kinetischen Energie von etwa 14,1 MeV.

## Anwendungsgebiete

### Medizin
- Bor-Neutroneneinfangtherapie: Eine Krebstherapie im Versuchsstadium, bei der Neutronen von Tumoren absorbiert werden, die vorher gezielt mit Bor markiert wurden. ziel ist, mit der Neutronenreaktion gezielt die Krebszellen zu zerstören, während das umliegende gesunde Gewebe geschont wird.[6]
- Herstellung von medizinischen Radioisotopen: Kompakte Neutronengeneratoren ermöglichen die lokale Produktion wichtiger Isotope (z. B. für diagnostische Bildgebung, Therapie) – eine denkbare Alternative zu kernreaktorbasierten Methoden.[7]

### Materialwissenschaft und Industrie
- In der Materialanalyse wird die Neutronenaktivierungsanalyse verwendet, um die Konzentration verschiedener Elemente in Materialgemischen wie Mineralien oder Erzen zu bestimmen.[8]
- Online-Elementanalytik in der Industrie: Neutronengeneratoren werden für die Analyse des Kohlenstoffgehalts in Kraftwerken, bei der Überwachung von Schüttgütern und der Qualitätskontrolle eingesetzt.[9]
- Nicht-zerstörende Prüfung (NDT): Anwendung in der Sicherheitsüberprüfung (z. B. Frachtcontainer), Detektion von Sprengstoffen, Pipelineüberwachung, Dichtemessungen in der Bauindustrie.[10][11]
- Elektronikkomponenten-Test: Prüfung auf Strahlenresistenz bspw. für Raumfahrt und Hochsicherheitsanwendungen.[3]

### Nukleare Anwendungen
- Urananreicherung: Neutronenquellen können genutzt werden, um schwach angereichertes Uran anzureichern.
- Brutreaktoren und Thorium-Reaktorforschung: Denkbar ist die Unterstützung experimenteller Reaktorkonzepte durch gezielte Neutroneneinträge.
- Atomare Entsorgung: Transmutation von radioaktivem Material zur Reduktion von Strahlenbelastung und Endlagerzeit.[12]

### Grundlagenforschung
- Experimentelle Fusionsforschung: Neutronengeneratoren dienen als Simulationswerkzeuge für Umgebungen künftiger Fusionsreaktoren, z. B. für Simulationen von Tritiumbrutvorgängen.[13]
- Universitäre Ausbildung/Forschung: Kompakte Generatoren werden als Lehr- und Demonstrationsgeräte in Laboren eingesetzt, um z. B. Quantenexperimente mit Neutronenspin durchzuführen.[14]

## Entwicklung der Technologie
Das Grundkonzept wurde erstmals in den frühen 1930er Jahren von Ernest Rutherfords Team am Cavendish Laboratory entwickelt. Mit einem linearen Beschleuniger, betrieben von einem Cockcroft-Walton-Beschleuniger, leitete Mark Oliphant ein Experiment, bei dem Deuteriumionen in eine mit Deuterium durchdrungene Metallfolie geschossen wurden und entdeckte, dass eine kleine Anzahl dieser Teilchen Alpha-Teilchen aussandte. Dies war der erste Nachweis der Kernfusion sowie die erste Entdeckung von Helium-3 und Tritium, die in diesen Reaktionen entstanden.
Mit der Einführung neuer Energiequellen wurde die Größe dieser Maschinen kontinuierlich verkleinert – von Oliphants Maschine, die eine Laborecke ausfüllte, zu modernen, hochmobilen Geräten. Seit den 1960er Jahren wurden Tausende solcher kleiner, relativ kostengünstiger Systeme gebaut.
Obwohl Neutronengeneratoren Fusionsreaktionen erzeugen, ist die Anzahl der beschleunigten Ionen, die diese Reaktionen verursachen, sehr gering. Es lässt sich leicht zeigen, dass die bei diesen Reaktionen freigesetzte Energie um ein Vielfaches geringer ist als die Energie, die für die Beschleunigung der Ionen benötigt wird. Daher können diese Maschinen nicht zur Nettogewinnung von Fusionsenergie verwendet werden. Ein verwandtes Konzept, die Colliding-beam-Fusion versucht dieses Problem durch zwei aufeinander zu feuende Beschleuniger zu lösen.

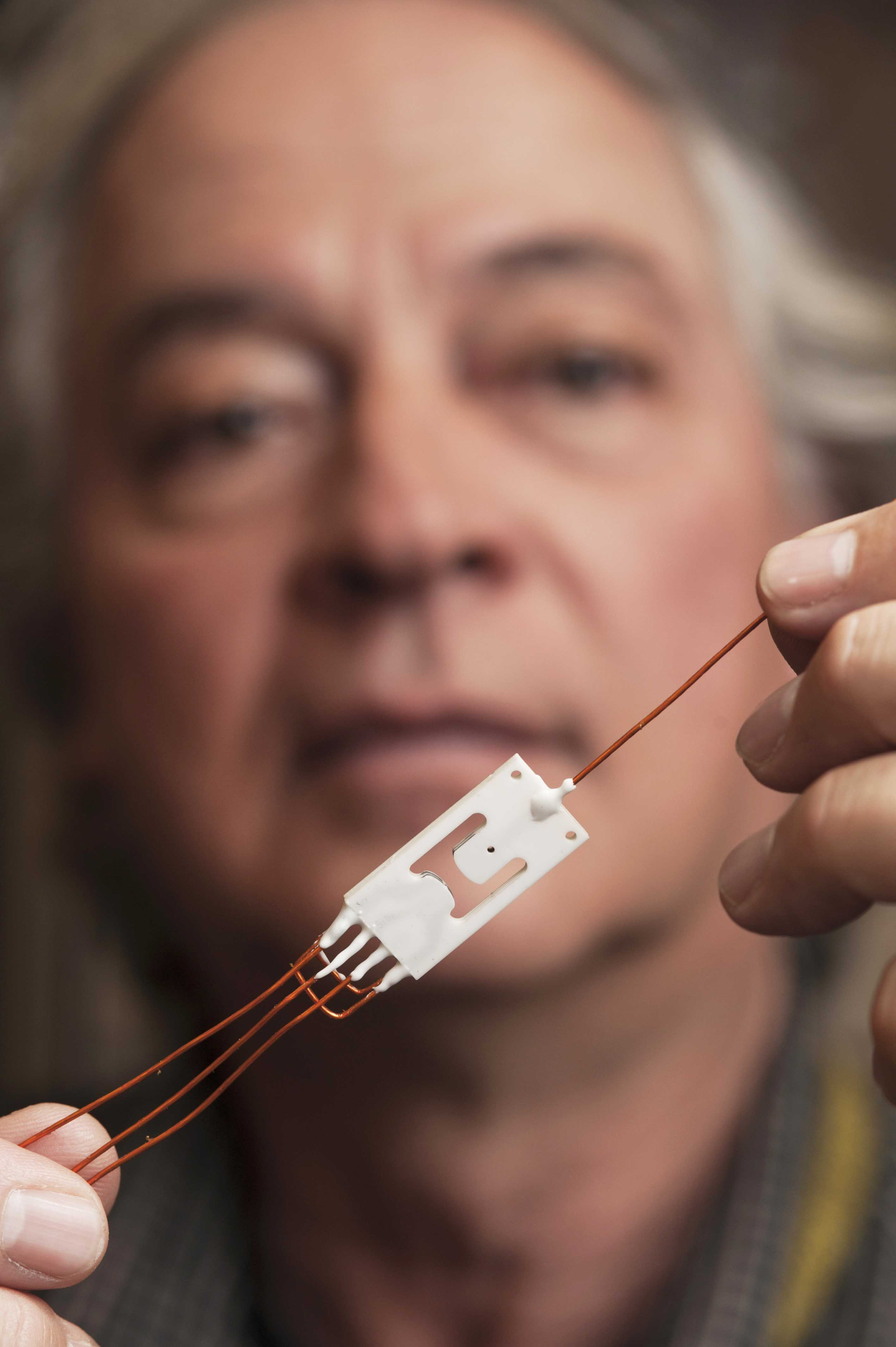
Der Neutristor in seiner einfachsten Form, getestet vom Erfinder bei den Sandia National Laboratories

## Theorie und spezifische Funktionsweise
Kleine Neutronengeneratoren, die die Deuterium (D, Wasserstoff-2, 2H) - Tritium (T, Wasserstoff-3, 3H) Fusionsreaktionen nutzen, sind die gängigsten neutrongestützten (im Gegensatz zu radioaktiven Isotopen) Neutronenquellen. In diesen Systemen werden Neutronen erzeugt, indem Ionen von Deuterium, Tritium oder deren Gemisch erzeugt und in ein Hydrid-Ziel, beladen mit Deuterium oder Deuterium-Tritium, beschleunigt werden. Die DT-Reaktion wird häufiger als die DD-Reaktion genutzt, da der Ertrag der DT-Reaktion 50- bis 100-mal höher ist.
D + T → n + 4He   En = 14,1 MeV
D + D → n + 3He   En = 2,5 MeV
Neutronen, die durch DD- und DT-Reaktionen erzeugt werden, werden etwas Anisotropie vom Ziel abgestrahlt, leicht bevorzugt in Vorwärtsrichtung (entlang der Achse des Ionenstrahls). Die Anisotropie der Neutronenemission entsteht dadurch, dass die Reaktionen im Schwerpunktkoordinatensystem isotrop sind, diese Isotropie aber bei der Transformation vom Schwerpunktkoordinatensystem in das Laborsystem verloren geht. In beiden Bezugssystemen bewegen sich die He-Kerne entgegengesetzt zum ausgestoßenen Neutron, gemäß dem Gesetz der Impulserhaltung.
Der Gasdruck im Ionenquellenbereich der Neutronentuben liegt gewöhnlich zwischen 0,1 und 0,01 Torr. Der freie Weg der Elektronen muss kürzer sein als der Entladungsraum, um Ionisation zu erreichen (untere Druckgrenze), während der Druck niedrig genug gehalten werden muss, um Entladungen bei den hohen Abzugsspannungen zwischen den Elektroden zu vermeiden. Im Beschleunigungsbereich muss der Druck viel niedriger sein, da der freie Weg der Elektronen länger sein muss, um Entladungen zwischen den Hochspannungselektroden zu verhindern.
Der Ionenbeschleuniger besteht gewöhnlich aus mehreren zylindersymmetrischen Elektroden, die als Einzellinse wirken. So kann der Ionenstrahl auf einen kleinen Punkt am Ziel fokussiert werden. Die Beschleuniger benötigen üblicherweise eine Versorgungsspannung von 100–500 kV in mehreren Stufen, wobei die Spannung zwischen den Stufen nicht über 200 kV liegen darf, um Feldemissionen zu vermeiden.
Im Vergleich zu Radionuklid-Neutronenquellen können Neutronenröhren viel höhere Neutronenflussdichten und konstante (monochromatische) Neutronenspektren erzeugen. Die Neutronenproduktionsrate kann zudem gesteuert werden.

## Geschlossene Neutronenröhren
Die zentrale Komponente eines Neutronengenerators ist der Teilchenbeschleuniger, auch Neutronenröhre genannt. Sie besteht aus einer Ionenquelle, ionenoptischen Elementen und der Zielscheibe; all diese Komponenten sind in einem vakuumdichten Gehäuse eingebaut. Die Hochspannungsisolation zwischen den ionenoptischen Elementen erfolgt durch Glas- und/oder Keramikisolatoren. Die Neutronenröhre ist in einem Metallgehäuse, dem Beschleunigerkopf, untergebracht, der mit einem dielektrischen Medium gefüllt ist, um die Hochspannungselemente des Rohrs vom Bedienbereich zu isolieren. Die Spannungsversorgung erfolgt extern, die Steuerkonsole erlaubt dem Bediener die Einstellung der Betriebsparameter. In Laborinstrumenten befindet sich die Versorgung meist in wenigen Metern Entfernung, bei Anwendungen wie Bohrlochmessungen kann sie mehrere Kilometer entfernt sein.
Im Vergleich zu ihren Vorgängern benötigen geschlossene Neutronenröhren keine Vakuumpumpen und Gasquellen. Sie sind somit mobiler, kompakter, langlebig und zuverlässig.
Ideen zu Neutronenröhren reichen zurück bis in die 1930er Jahre, mit deutschen Patenten aus 1938 (Patent Nr. 261,156) und US-Patenten von 1941 (Nr. 2,251,190). Moderne Entwicklungen wie der Neutristor stellen einen nahezu festkörperbasierten Neutronengenerator dar, der als Mikrochip aufgebaut ist und 2012 in den Sandia National Laboratories erfunden wurde.
Typische geschlossene Neutronenröhren arbeiten im gepulsten Modus und können je nach Lebensdauer der Ionenquelle und Beladung der Zielscheibe auf verschiedenen Ausgangspegeln betrieben werden.

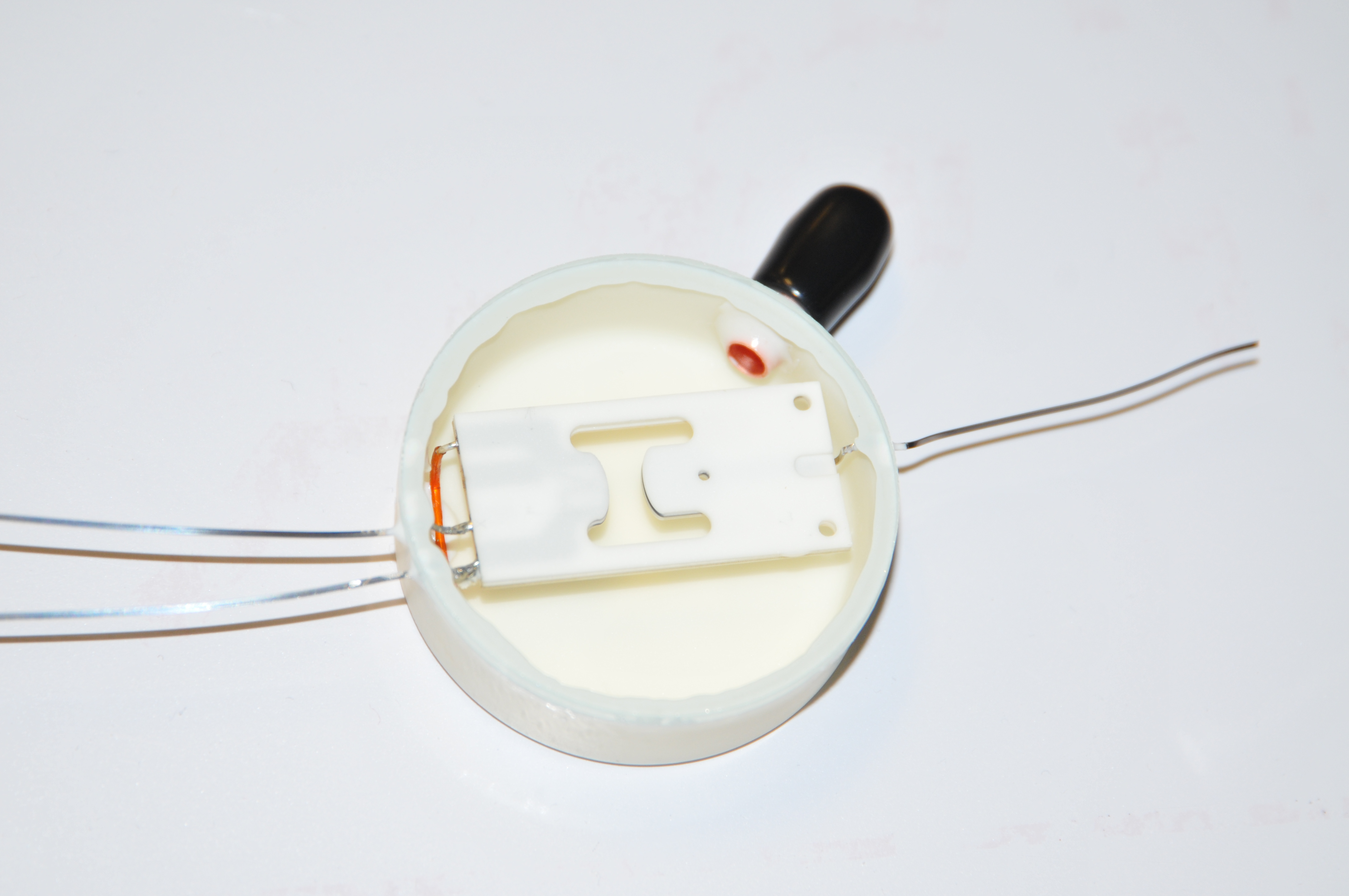
Neutristor in einer kostengünstigen vakuumversiegelten Verpackung, bereit für Tests

## Ionenquellen
Eine gute Ionenquelle sollte einen starken Ionenstrahl liefern, dabei aber wenig Gas verbrauchen. Bei Wasserstoffisotopen wird die Erzeugung von atomaren Ionen gegenüber molekularen Ionen bevorzugt, da atomare Ionen bei Zusammenstößen eine höhere Neutronenausbeute haben. Die Ionen in der Ionenquelle werden durch ein elektrisches Feld in den Beschleunigerbereich extrahiert und zum Ziel beschleunigt. Der Gasverbrauch entsteht hauptsächlich durch den Druckunterschied zwischen Erzeugungs- und Beschleunigungsraum. Ionenströme von 10 mA bei einem Gasverbrauch von 40 cm3/h sind erreichbar.
Für eine geschlossene Neutronenröhre sollte die ideale Ionenquelle mit geringem Gasdruck arbeiten, hohen Ionenstrom mit großem Anteil atomarer Ionen liefern, geringe Gasreinigung erfordern, wenig Leistung verbrauchen, hohe Zuverlässigkeit und lange Lebensdauer haben sowie einfach, robust und wartungsarm sein.
Gas kann effizient in einem Reaktivatorium gespeichert werden, einer elektrisch geheizten Zirkoniumdrahtspule; dessen Temperatur bestimmt die Absorptions- und Desorptionsrate von Wasserstoff und reguliert so den Druck in der Kammer.

## Kaltkathode (Penning)
Die Penning-Quelle ist eine Niederdruck-Kaltkathoden-Ionenquelle, die gekreuzte elektrische und magnetische Felder nutzt. Die Anode der Ionenquelle ist gegenüber der Kathode positiv (Gleichspannung oder gepulst) aufgeladen. Ein Magnetfeld, parallel zur Achse, wird von einem Permanentmagnet erzeugt. Entlang der Anodenachse entsteht ein Plasma, das Elektronen einschließt, die das Gas ionisieren. Ionen werden durch die Austrittskathode extrahiert. In der Regel werden über 90 % molekulare Ionen erzeugt, was ein Nachteil ist, jedoch durch andere Vorteile kompensiert wird.
Eine der Kathoden ist eine Kappe aus Weicheisen, die den Großteil des Entladungsraumes umschließt. Der Boden hat eine Öffnung, durch die die meisten erzeugten Ionen mittels Magnetfeld in den Beschleunigungsraum geschleust werden. Das Weicheisen hält das Magnetfeld vom Beschleunigungsraum fern, um eine Entladung zu verhindern.
Die Ionen werden durch die Potentialdifferenz zwischen Austrittskathode und Beschleunigerelektrode beschleunigt. In vielen geschlossenen Röhren ist die Austrittskathode geerdet, das Ziel auf hohem (negativem) Potential. Für maximale Neutronenflüsse kann das Ziel geerdet und die Quelle auf hohem (positivem) Potential betrieben werden. Beschleunigungsspannungen zwischen 80 und 180 kV sind üblich.
Die Beschleunigerelektrode ist ein langer, hohler Zylinder. Der Ionenstrahl divergiert leicht (~0,1 Radiant). Elektrodendesign und Abstand zum Ziel sind so gewählt, dass ganze Zieloberflächen mit Ionen beschossen werden. Spannungen bis 200 kV sind möglich.
Beim Auftreffen der Ionen auf das Ziel werden durch Sekundärelektronen 2–3 Elektronen pro Ion erzeugt. Um zu verhindern, dass diese Elektronen in die Ionenquelle zurückfallen, ist die Beschleunigerelektrode gegenüber dem Ziel negativ vorgespannt (Suppressorspannung), mindestens 500 Volt bis einige Kilovolt. Ein Verlust dieser Spannung kann zu Schäden an der Neutronenröhre führen.
Manche Röhren haben eine Zwischenelektrode (Fokusselektrode), um die Strahlgröße zu kontrollieren. Der Gasdruck wird über Heiz- oder Kühlmaßnahmen am Gasreservoir geregelt.

## Hochfrequenz
Ionen können durch Elektronen in einem hochfrequenten elektromagnetischen Feld erzeugt werden. Die Entladung erfolgt in einem Rohr zwischen Elektroden oder in einer Spule. Über 90 % Anteil atomarer Ionen sind erreichbar.
Die Ziele von Neutronengeneratoren sind Dünnschichten aus Metall wie Titan, Scandium oder Zirkonium, auf einem Silber, Kupfer oder Molybdän-Substrat. Diese Metalle bilden stabile Metallhydride mit Wasserstoffisotopen, die mit einem Atom Wasserstoff pro Metallatom extrem hohe Wasserstoffdichten ermöglichen, was die Neutronenausbeute maximiert.
Titan wird gegenüber Zirkonium bevorzugt, da es höhere Temperaturen verträgt (200 °C) und eine bessere Deuteronaufnahmerate aufweist, was bessere Neutronenausbeuten bringt. Die Zieltemperatur begrenzt den Ioneneintrag, da bei Überschreitung Wasserstoffisotope desorbieren. Leicht divergente Strahlen werden daher genutzt. Ein 1-Mikroampere-Ionenstrahl bei 200 kV auf ein Titan-Tritium-Ziel kann ungefähr 108 Neutronen pro Sekunde erzeugen, wobei Beschleunigungsspannung und Ionstrom ausschlaggebend sind.
Ein Beispiel für ein Tritiumziel ist eine 0,2 mm dicke Silberplatte mit einer 1 Mikrometer dicken Titanschicht, die dann mit Tritium gesättigt wird.
Metalle mit niedrigem Wasserstoffdiffusionsvermögen können durch Deuteronbeschuss zu Deuteriumzielen gemacht werden. Gold unter solchen Bedingungen zeigt vierfach bessere Effizienz als Titan. Noch bessere Ergebnisse erzielt man, wenn eine dünne, hochabsorbierende, diffusionsfähige Metallschicht (z. B. Titan) auf ein Substrat mit geringerer Diffusionsfähigkeit (z. B. Silber) aufgebracht wird, sodass Wasserstoff an der Oberfläche konzentriert bleibt. Selbstauffrischende D-T-Ziele mit Gasgemisch haben längere Lebensdauer und konstante Neutronenproduktion, allerdings geringere Ausbeute als Tritium-zielgesättigte Ziele. Sie sind zudem hitzebeständig bei Back-Outs und Röhrensiegelung.

## Hochspannungsversorgungen
Eine Methode, Hochspannungsfelder zur Ionbeschleunigung zu erzeugen, ist die Nutzung von pyroelektrischen Kristallen. Im April 2005 demonstrierten Forscher an der UCLA deren Anwendung in Neutronengeneratoren durch thermisches Zyklen. Im Februar 2006 zeigte das Rensselaer Polytechnic Institute die Anwendung von zwei entgegengesetzt gepolten Kristallen. Diese einfachen Hochspannungsquellen können genügend Feld erzeugen, um Deuteriumionen zu beschleunigen und so die D+D-Fusion zu erzeugen. Trotz der einfachen Konstruktion sind die Ströme und Pulsraten im Vergleich zu kommerziellen Geräten gering, was die Anwendung einschränkt.

## Schlüsselvorteile
- Kontrollierbarkeit: Im Gegensatz zu radioaktiven Quellen können Neutronengeneratoren ein- und ausgeschaltet werden, was eine präzise Kontrolle über die Neutronenproduktionsrate und das Timing (gepulster Betrieb) ermöglicht. Diese Fähigkeit ist entscheidend für viele fortgeschrittene analytische Techniken, die zeitgesteuerte Messungen erfordern.
- Sicherheit: Die Möglichkeit, den Neutronenfluss abzuschalten, macht sie im Vergleich zu kontinuierlich zerfallenden radioaktiven Isotopen von Natur aus sicherer in der Handhabung und im Betrieb. Dies reduziert die Strahlenexpositionsrisiken für das Personal erheblich und vereinfacht die Sicherheitsprotokolle.
- Monochromatizität und Fluss: Neutronengeneratoren können konsistente (monochromatische) Neutronenenergiespektren erzeugen und wesentlich höhere Neutronenflüsse als Radionuklidquellen liefern. Beispielsweise erzeugen D-T-Reaktionen 50- bis 100-mal höhere Neutronenraten als D-D-Reaktionen.
- Kompaktheit und Mobilität: Moderne versiegelte Neutronenröhren sind hochmobil und kompakt, da sie keine Vakuumpumpen und Gasquellen benötigen.2 Miniaturisierte Designs sind tragbar und können in verschiedene Systeme integriert werden, was Feldeinsätze ermöglicht.
- Vielseitigkeit: Sie sind in der Lage, sowohl D-D- (2,5 MeV) als auch D-T- (14,1 MeV) Neutronen und sogar moderierte thermische Neutronen zu erzeugen, wodurch sie für eine breite Palette von Anwendungen maßgeschneidert werden können.
- Reduzierter regulatorischer Aufwand: Im Vergleich zu Kernreaktoren oder großen radioaktiven Quellen haben Neutronengeneratoren typischerweise einen geringeren regulatorischen Aufwand, was ihre Zugänglichkeit für kommerzielle und Forschungsanwendungen erhöht.

## Zukunftsausblick und verbleibende Herausforderungen
- Kosten und Komplexität: Obwohl kompakte Generatoren den Aufwand im Vergleich zu Reaktoren reduzieren, bleiben die Gesamtinvestitionen für Forschung und Entwicklung sowie die Implementierung einiger fortgeschrittener Anwendungen (z. B. großtechnische Transmutationssysteme) hoch.
- Regulatorische Rahmenbedingungen: Mit der Ausweitung der Anwendungen, insbesondere in medizinischen und sicherheitstechnischen Bereichen, müssen sich geeignete regulatorische Rahmenbedingungen und Sicherheitsstandards weiterentwickeln, um einen sicheren Betrieb und die öffentliche Akzeptanz zu gewährleisten.
- Technische Optimierung: Kontinuierliche Forschung ist erforderlich, um Ionenquellen für einen höheren Anteil atomarer Ionen und geringeren Gasverbrauch zu optimieren, die Lebensdauer von Targets und das Wärmemanagement zu verbessern sowie die Neutronenausbeute und Energiekontrolle für spezifische Anwendungen weiter zu erhöhen.
- Öffentliche Wahrnehmung und Akzeptanz: Für Anwendungen im Bereich der Kernenergie und Abfallwirtschaft bleiben die öffentliche Wahrnehmung und Akzeptanz eine erhebliche Hürde, die transparente Kommunikation und nachweisbare Sicherheit erfordert.
- Integration in bestehende Systeme: Die nahtlose Integration von Neutronengeneratorsystemen in bestehende industrielle Prozesse, medizinische Arbeitsabläufe und Sicherheitsinfrastrukturen erfordert weitere Ingenieurleistungen und Standardisierungen.
- Langfristige Abfallwirtschaft (für Transmutation): Selbst mit der Transmutation wird ein tiefes geologisches Endlager für Restmengen langlebiger Komponenten und bestimmte Spaltprodukte weiterhin erforderlich sein. Die Vorstellung einer „Wundermaschine“ zur vollständigen Abfallbeseitigung entspricht nicht der Realität.

## Weitere Quellen und Referenzen
- V. Erhardt, H. Ehrenberg: „Neutronengeneratoren und ihre Anwendungen“, In: Elektronenmikroskopie, 1983.
- H. Klein, H. Fiedler: „Handbuch Kerntechnik“, Kapitel Neutronenquellen und -generatoren, Vieweg Verlag, 1999.
- G. E. Schröder: „Moderne Anwendungen von Neutronengeneratoren“, Journal für Kerntechnik, Bd. 45, Nr. 4, 2007.
- F. Schmidt u. a.: „Entwicklungsgeschichte kompakter Neutronengeneratoren“, Physikalische Blätter, 2010.
- U. Wagner: „Neutronenquellen für Materialanalysen“, In: Angewandte Physik, Springer Verlag, 2018.
- Deutsche Kommission für Strahlenschutz (DKS): „Empfehlungen für den Einsatz von Neutronengeneratoren in der Strahlenmesstechnik“, DQS-Nr. 2022/07.